# Cratere Poynting (Luna)
Poynting è un grande cratere lunare di 127,55 km situato nella parte nord-orientale della faccia nascosta della Luna.
Il cratere è dedicato al fisico britannico John Henry Poynting.